# Когнитивная графика
Когнитивная графика — это совокупность приемов и методов образного представления условий задачи, которое позволяет либо сразу увидеть решение, либо получить подсказку для его нахождения.
Методы когнитивной графики используются в искусственном интеллекте в системах, способных превращать текстовые описания задач в их образные представления, и при генерации текстовых описаний картин, возникающих во входных и выходных блоках интеллектуальных систем, а также в человеко-машинных системах, предназначенных для решения сложных, плохо формализуемых задач.
Профессор Д. А. Поспелов сформулировал три основных задачи когнитивной компьютерной графики:
1. создание таких моделей представления знаний, в которых была бы возможность однообразными средствами представлять как объекты, характерные для логического мышления, так и образы-картины, с которыми оперирует образное мышление,
2. визуализация тех человеческих знаний, для которых пока невозможно подобрать текстовые описания,
3. поиск путей перехода от наблюдаемых образов-картин к формулировке некоторой гипотезы о тех механизмах и процессах, которые скрыты за динамикой наблюдаемых картин.

Система линейных уравнений
{\displaystyle {\begin{cases}x+2y=8\\3x-2y=32\end{cases}}}
, например, может быть решена без привлечения математического аппарата. Введём систему координат и построим два графика, уравнениями которых являются выражения, входящие в систему. Решение системы задается точкой пересечения прямых.